# Roentgeniu
Roentgeniul (Röntgenium) a fost creat în laborator în 1994 de către Gesellschaft für Schwerionenforschung (GSI) în Darmstadt, Germania, când a bombardat bismut-209 cu nichel-60 si a fost numit dupa savantul care a descoperit radiatia X.
{\displaystyle \mathrm {^{64}_{28}Ni\ +\ _{\ 83}^{209}Bi\ \longrightarrow \ _{111}^{272}Rg\ +\ _{0}^{1}n} }
|punct-26=Număr de oxidare (Oxid)
Până în prezent a putut fi produs de șase ori de cercetătorii din Darmstädter, precum și de câteva ori, de către cercetători de la Institutul Riken din Japonia.
| Izotop | Z(p)                 | N(n)                 | Masa izotopului (u)  | Timp de înjumătățire      |
| Izotop | Energie de excitație | Energie de excitație | Energie de excitație | Timp de înjumătățire      |
| ------ | -------------------- | -------------------- | -------------------- | ------------------------- |
| 272Rg  | 111                  | 161                  | 272.15362(36)        | 2.0(8) ms [3.8(+14-8) ms] |
| 273Rg  | 111                  | 162                  | 273.15368(65)        | 5 ms                      |
| 274Rg  | 111                  | 163                  | 274.15571(66)        | 6.4(+307-29) ms           |
| 275Rg  | 111                  | 164                  | 275.15614(74)        | 10 ms                     |
| 276Rg  | 111                  | 165                  | 276.15849(67)        | 100 ms                    |
| 277Rg  | 111                  | 166                  | 277.15952(66)        | 1 s                       |
| 278Rg  | 111                  | 167                  | 278.16160(68)        | 1 s                       |
| 279Rg  | 111                  | 168                  | 279.16247(71)        | 0.17(+81-8) s             |
| 280Rg  | 111                  | 169                  | 280.16447(80)        | 3.6(+43-13) s             |
| 281Rg  | 111                  | 170                  | 281.16537(100)       | 1 min                     |
| 282Rg  | 111                  | 171                  | 282.16749(95)        | 4 min                     |
| 283Rg  | 111                  | 172                  | 283.16842(84)        | 10 min                    |

Roentgeniul este un element sintetic, supergreu, radioactiv cu simbolul Rg și numărul atomic 111. Cel mai stabil izotop al roentgeniului este roentgeniu-282 care are un timp de înjumătățire de 2,1 minute. Se mai numește eka-aur.

## Legături externe
- Roentgenium at The Periodic Table of Videos (University of Nottingham)